# Episodi di The Boys (prima stagione)
La prima stagione della serie televisiva The Boys, composta da 8 episodi, è stata pubblicata da Prime Video nei paesi in cui il servizio è disponibile il 3 febbraio 2020
Il cast principale di questa stagione è composto da: Karl Urban, Jack Quaid, Antony Starr, Erin Moriarty, Dominique McElligott, Jessie T. Usher, Laz Alonso, Chace Crawford, Tomer Capone, Karen Fukuhara, Nathan Mitchell e Elisabeth Shue.
| n° | Titolo originale              | Titolo italiano                   | Pubblicazione  |
| -- | ----------------------------- | --------------------------------- | -------------- |
| 1  | The Name of the Game          | Le regole del gioco               | 26 luglio 2019 |
| 2  | Cherry                        | Spettacolare                      | 26 luglio 2019 |
| 3  | Get Some                      | Fottuto                           | 26 luglio 2019 |
| 4  | The Female of the Species     | La femmina della specie           | 26 luglio 2019 |
| 5  | Good for the Soul             | Cose che fanno bene allo spirito  | 26 luglio 2019 |
| 6  | The Innocents                 | Gli innocenti                     | 26 luglio 2019 |
| 7  | The Self-Preservation Society | La Società dell'autoconservazione | 26 luglio 2019 |
| 8  | You Found Me                  | La resa dei conti                 | 26 luglio 2019 |

## Le regole del gioco
- Titolo originale: The Name of the Game
- Diretto da: Dan Trachtenberg
- Scritto da: Eric Kripke

### Trama
Nel mondo di oggi i supereroi esistono. Il team di "super" più forte è quello dei Sette, gruppo formato da: l'invincibile Patriota, la guerriera Queen Maeve, l'uomo più veloce del mondo A-Train, il misterioso Black Noir, l'invisibile Translucent, il re degli oceani Abisso e il pirocineta Fiaccola. A gestire gli affari dei Sette è la Vought-America, una multinazionale guidata da Mrs. Stillwell, che si occupa di marketing e della produzione di film sui suddetti super, utilizzandoli anche a fini commerciali.
Hughie Campbell è un ragazzo che lavora come dipendente in un negozio di elettronica. Un giorno, finita la giornata di lavoro, decide di uscire con la sua fidanzata Robin. Durante una discussione però, la ragazza viene inavvertitamente investita e disintegrata da A-Train, super velocista. Il super, spaventato, scappa via, lasciando uno scioccato Hughie sporco di sangue con in mano le braccia della sua amata.
Intanto, dopo il ritiro di Fiaccola, viene scelta come nuovo membro dei Sette la supereroina Starlight, capace di generare potenti e accecanti impulsi di luce. Proveniente dal centro degli Stati Uniti, la ragazza (il cui vero nome è Anne January) crede fermamente nei principi del classico eroe, venendo solo per questo amata fin da subito da tutto il pubblico. Alla sua presentazione al mondo, Starlight incontrerà la sua stagista Ashley Barrett e verrà presentata nientemeno che dal super Abisso, per cui stravede fin da giovane. Tuttavia, dopo essersi appartati al quartier generale dei Sette, nella torre della Vought, Abisso costringe Starlight a praticargli del sesso orale, sotto minaccia di espulsione dai Sette.
Dopo il funerale di Robin, A-Train manda le sue scuse e condoglianze in diretta TV per l'incidente, spiegando che stava seguendo dei criminali e se l'era trovata in mezzo alla strada (quando in realtà la ragazza era appena scesa dal marciapiede). Un irato Hughie cerca in ogni modo di denunciare la Vought stessa, mentre questa gli offre un assegno di 45.000 dollari di risarcimento, in cambio del suo silenzio. Lo stesso padre di Hughie cerca di far capire al ragazzo che la sua è una guerra inutile, ma questo rifiuta inizialmente i soldi. Qualche giorno dopo, al negozio entra un misterioso individuo che conosce Hughie e la sua storia con Robin. L'uomo si presenta come Billy Butcher, agente federale il cui compito è quello di "sculacciare i super quando passano il limite" e, dopo aver mostrato a Hughie una registrazione di un bar dove A-Train scherza e ride della morte di Robin, offre al ragazzo la vendetta che sta cercando. Inizialmente titubante, Hughie poi accetta. Il piano di Butcher è quello di far infiltrare Hughie nella torre della Vought, con la scusa di prendere i soldi dell'assegno, per posizionare una microspia. Hughie saputo questo rifiuta, ma dopo aver incontrato per un caso fortuito Starlight nel suo alter ego e averle detto di non abbattersi per l'episodio con Abisso, decide infine di prendere parte al piano di Butcher.
Il piano, sebbene con qualche imprevisto o problema, riesce nel suo intento, ma nel posizionare la cimice, Hughie viene visto dall'invisibile Translucent.
Al ritorno al suo negozio viene attaccato dal super che si appresta a ucciderlo, quando in soccorso del ragazzo giunge Butcher che dopo una dura lotta con il super (reso visibile grazie al suo sangue) riesce, anche con l'aiuto di Hughie a stordirlo, fulminandolo. Dopo aver rivelato a Hughie di non essere in realtà un federale, i due caricano l'incosciente Translucent nel bagagliaio della macchina di Butcher.
Nel frattempo l'aereo privato del sindaco di Baltimora, che aveva ricattato la Stillwell riguardo a qualcosa chiamato "Composto V", viene abbattuto dal Patriota, che lo distrugge con la sua vista laser incurante del personale e del bambino, figlio del sindaco presente a bordo.
- Special guest star: Simon Pegg (Hugh Campbell Sr.).
- Guest star: Alex Hassell (Translucent), Shaun Benson (Ezechiele), Ann Cusack (Donna January), Colby Minifie (Ashley Barrett), Jaden Martin (Jamie), Jess Salgueiro (Robin), Bruce Novakowski (Doug Friedman), Paulino Nunes (sindaco di Baltimore).
- Altri interpreti: Jack Mosshammer (Gary), Deshay Padayachey (tecnico dei raggi x), Aldrin Bundoc (impiegato), Scott Baker (Big Game), Brendan Shoreman (guardia della sicurezza), Jaiden Cannatelli (Mason), Anton Gillis-Adelman (Benjy), Kamil Orzechowski (ladro #1) Nneka Elliott (se stessa), Gary Brennan (esperto della difesa nazionale).

## Spettacolare
- Titolo originale: Cherry
- Diretto da: Matt Shakman
- Scritto da: Eric Kripke

### Trama
Hughie e Butcher scappano via con il corpo di Translucent nel bagagliaio della macchina. Durante il tragitto però da questo giungono dei continui rimbombi, facendo capire, tra il sollievo di Hughie, che il super è ancora vivo. Butcher però gli spiega che questo in realtà è un problema maggiore, dato che li ha visti in faccia. Su consiglio dello stesso Butcher, i due si recano da un vecchio complice di quest'ultimo: il trafficante d'armi noto soltanto con il nome di Francese (Frenchie). Inizialmente riluttante, il Francese sarà costretto in seguito ad aiutare i due quando Butcher gli farà vedere Translucent, costringendolo quindi a unirsi a loro, dato che adesso il super ha visto la sua faccia.
I tre quindi portano il super in un posto sicuro: lo rinchiudono in una gabbia di metallo collegata a delle prese elettriche e con il nastro isolante di alluminio ricoprono le pareti; questo per bloccare il segnale del chip di localizzazione che ogni membro dei Sette possiede. Butcher e il Francese progettano di ucciderlo, tra lo sconcerto di Hughie (a cui Butcher rivela finalmente di essere un assassino). Tuttavia la cosa si rivela più difficile del previsto, a causa della pelle di Translucent che, quando invisibile, si trasforma in un metamateriale apparentemente indistruttibile e inscalfibile.
Nel frattempo alla Vought, a causa dell'assenza di Translucent, viene mandata in missione al suo posto Starlight, insieme però ad Abisso. Durante la missione Starlight, resasi forte grazie alle parole di Hughie, tiene testa ad Abisso, minacciandolo se dovesse nuovamente toccarla.
Intanto vengono ritrovati i resti dell'aereo del sindaco di Baltimora. La Stilwell sa, grazie ad Abisso, che dietro l'incidente c'è proprio Patriota che, convocato nell'ufficio della dirigente, si giustifica dicendo che voleva solamente proteggerla. In seguito Patriota ammonirà Abisso, per le informazioni date alla Stilwell, e quest'ultimo, che prova un forte terrore nei confronti del Patriota, cederà alle sue minacce.
Nel mentre Butcher e Frenchie non sono ancora riusciti nel loro intento di uccidere Translucent. Neppure un proiettile della stessa lega della pelle del super riesce a ferirlo. All'ultima spiaggia, Butcher chiederà aiuto a Susan Raynor, vicedirettrice delle operazioni della CIA e sua ex fiamma, ottenendo però un netto rifiuto dalla donna. Nel mentre Hughie e Translucent avranno modo di chiacchierare, ma il super oltre a non sapere niente riguardo all'incidente di Robin, farà capire al ragazzo del tremendo guaio in cui si è cacciato, e da cui farebbe meglio a scappare. Intanto alla Vought, Patriota si mette sulle tracce di Translucent.
Il Francese (ispirato da un documentario sulle tartarughe) trova il modo di uccidere Translucent. Dopo averlo stordito gli conficca dell'esplosivo nel retto (visto che l'interno del corpo è la parte vulnerabile del super). Saputo questo, ora un visibilmente spaventato Translucent, rivela che il giorno in cui A-Train uccise Robin, proveniva dalla casa della super Popclaw, amore segreto del corridore. Tuttavia Butcher progetta ancora di ucciderlo, ma la situazione precipita all'arrivo di Patriota. Così mentre Butcher e Frenchie riescono ad allontanarlo facendo esplodere la casa del francese (la cui esplosione attira Patriota), Translucent, utilizzando la propria urina, riesce a mandare in cortocircuito le prese elettriche della sua gabbia.
Uscito da questa però si ritrova davanti Hughie che lo minaccia con il detonatore dell'esplosivo. Translucent convince il ragazzo a non fare qualcosa di irrimediabile e di cui potrebbe pentirsi, e questo difatti abbassa il detonatore. Tuttavia, mentre Translucent esce dal locale, Hughie alla fine attiva la carica che, esplodendo, uccide il super.
- Special guest star: Simon Pegg (Hugh Campbell Sr.).
- Guest star: Alex Hassell (Translucent), Jennifer Esposito (Susan Raynor), David Andrews (senatore Calhoun), Shaun Benson (Ezechiele), Colby Minifie (Ashley Barrett), Ana Sani (Anika), Jordana Lajoie (Cherie).
- Altri interpreti: Toby Bisson (Colby), Adrian Falconer (padre di Colby), Jay Yoo (dottore), Callum Shoniker (figlio), David Snelgrove (deputato), Mike Massaro (intervistatore ESPN) Aniko Kaszas (barista), Matt Jensen (ragazzo della confraternita #1), Connor Lucas-Loan (ragazzo della confraternita #2), Joel Gagne (Gunpowder), Allan Price (senatore #1), Mishka Thébaud (Sockwave), Carol Huska (ragazza della sorellanza), Bill Turnbull (Trevor), Dan Darin-Zanco (sosia).

## Fottuto
- Titolo originale: Get Some
- Diretto da: Phil Sgriccia
- Scritto da: George Mastras

### Trama
Dopo aver pulito il sangue di Translucent e averne nascosto i resti in una cassa di zinco (unico materiale attraverso cui Patriota non riesce a vedere) Hughie, scortato dal Francese torna a casa, dove distrugge tutti i suoi cimeli riguardanti i Sette e dove ha uno scontro verbale con suo padre.
Intanto alla Vought l'eroina Starlight viene convocata nell'ufficio della Stilwell per essere stata riconosciuta da una telecamera mentre cercava di salvare una ragazza da uno tentato stupro e scopre con gioia che il fatto ha in realtà giovato alla sua immagine. Tuttavia le viene successivamente mostrato il suo nuovo vestito, che ella però rifiuta di indossare poiché è stato evidentemente realizzato per sessualizzare la sua immagine. Alla fine però sarà costretta a indossarlo sotto pressione della Stilwell stessa.
Nel mentre Butcher recluta nella squadra un suo vecchio amico, l'afroamericano Latte Materno (LM). Il quartetto si reca alla casa di Popclaw, ragazza mutante, amore segreto di A-Train e, secondo le ultime parole di Translucent, il luogo da cui il super corridore proveniva il giorno in cui uccise Robin.
Sotto copertura, Hughie e LM, si infiltrano nella casa della super dove hackerano il sistema di videocamere. In quel momento sopraggiunge A-Train che però non riconosce Hughie. Spiandoli dalle telecamere, Butcher e gli altri vengono a conoscenza del Composto V, uno steroide per i super che aumenta esponenzialmente le loro capacità. A-Train infatti ne abusa di continuo e ne era completamente drogato il giorno in cui investì Robin. Il super poi chiede a Popclaw di dargliene dell'altro, in vista di una gara in cui si dovrà confrontare con Shockwave, un altro super corridore, per il titolo di "uomo più veloce del mondo". Sebbene inizialmente riluttante, Popclaw alla fine cede alle sue richieste.
Il quartetto si reca quindi allo stadio dove avverrà la gara, con l'intenzione di trafugare del Composto V e utilizzarlo come prova schiacciante per distruggere la Vought. Durante ciò Latte Materno chiederà a Hughie come stia effettivamente, ma il ragazzo gli risponderà che sarà disposto a pagare qualsiasi prezzo pur di ottenere la vendetta per Robin. Per una fortunata coincidenza, alla gara c'è pure Starlight, che, dopo aver ricevuto dei commenti provocanti sul suo nuovo vestito, si dirige verso gli spogliatoi, rischiando di mandare a monte l'intera operazione. Per evitarlo, le va incontro Hughie che la riconosce come Anne January. Così mentre Frenchie cerca il Composto, Hughie e Starlight hanno modo di parlare e di conoscersi un po'. I due poi si scambieranno persino i numeri di cellulare. Nel mentre di tutto ciò la gara viene vinta facilmente da A-Train.
La missione di per sé però fallisce, in quanto il Francese non riesce a recuperare il Composto V. Latte Materno però capisce che Popclaw stessa in realtà possiede una scorta di Composto V per uso personale. Il gruppo ritorna alla casa della super, che nel mentre si è iniettata una dose dopo aver visto l'amato A-Train affermare di non avere nessun amore in pubblica televisione. Sopraggiunge il padrone di casa Alexei, venuto a riscuotere l'affitto.
Seducendolo, i due hanno un rapporto sessuale durante il quale Popclaw per sbaglio gli fracassa il cranio. Visibilmente spaventata, interviene solo allora Butcher, che ricatta Popclaw per avere informazioni sul Composto. Intanto alla Vought, Patriota grazie all'aiuto di Abisso ha trovato la cassa con i resti del cadavere di Translucent. Sul coperchio sono state dipinte le parole COMING FOR YOU (vengo a prendervi). La guerra contro i super è appena iniziata e dichiarata.
- Special guest star: Simon Pegg (Hugh Campbell Sr.).
- Guest star: David Andrews (senatore Calhoun), Malcolm Barrett (Seth Reed), Colby Minifie (Ashley Barrett), Christian Keyes (Nathan Franklin), David Reale (Evan Lambert), Brittany Allen (Popclaw), Mishka Thébaud (Sockwave).
- Altri interpreti: Christian Bako (Alesky Lutz), Akiel Julien (Deeaygo), Ashton James (Oslo), Debora Demestre (Isadora), Kathy Maloney (giornalista della Vought), Mike MAAro (intervistatore ESPN), Gavin Pounds (fan), Biden Hall (poliziotto), Makenna Beatty (ragazza), Chadwick Allen (capitano della S.W.A.T), Jonathan Ardila (amico del fan).

## La femmina della specie
- Titolo originale: The Female of the Species
- Diretto da: Frederick E. O. Toye
- Scritto da: Craig Rosenberg

### Trama
Alla CIA Butcher si incontra nuovamente con la vicedirettrice Susan Raynor, a cui mostra le prove del Composto V con l'intento di distruggere i Super e la Vought. Raynor esige, però, un campione del Composto in cambio di tutte le condizioni di Butcher. 
Grazie alle informazioni estorte a Popclaw, il gruppo scopre che A-Train porta la sostanza a un supermercato. Frenchie, Latte Materno e Hughie entrano nello scantinato del negozio, dove scoprono una misteriosa ragazza asiatica tenuta prigioniera in una gabbia. Frenchie la libera e la ragazza attacca e uccide selvaggiamente le guardie, prima di fuggire.
Sopraggiunge Butcher e il gruppo scopre che il Composto V portato da A-Train veniva utilizzato per drogare la ragazza. Il gruppo parte alla ricerca della ragazza, prima che la trovino i Super. Nel frattempo Hughie, su ordine di Butcher, ha un appuntamento con Anne January (alias Starlight), durante il quale il ragazzo dovrà piazzare una cimice nel telefono della super. All'appuntamento al bowling Hughie, sebbene inizialmente riluttante perché vede Starlight come "diversa" dagli altri arroganti Super, le attacca la cimice al cellulare.
Nel mentre, alla Vought, la Stillwell affida a Patriota e Queen Mave una nuova missione: recuperare un aereo transoceanico dirottato da dei terroristi e salvare l'equipaggio, per garantire alla Vought l'entrata nell'esercito dei Super. Il salvataggio tuttavia non va a buon fine: a causa di un errore, Patriota distrugge con la sua vista laser i comandi dell'aereo. Impossibilitato a fare qualsiasi cosa, l'invincibile eroe vede la situazione come spacciata e non ci pensa due volte ad abbandonare l'aereo e l'equipaggio, condannandolo a morte certa, piuttosto che salvare almeno un paio di passeggeri, che però avrebbero potuto rovinare la sua immagine raccontando del disastro. Seppur inizialmente riluttante, alla fine anche Queen Mave, con le lacrime agli occhi, decide di fuggire, mentre il velivolo precipita in mare. Intanto, dopo essere giunto al ristorante con un nuovo pacco e compresa la situazione, A-Train corre alla casa di Popclaw, ma, alla sua domanda se abbia detto qualcosa a qualcuno sul Composto V, lei nega. Frattanto, la misteriosa ragazza asiatica ha inspiegabilmente ucciso una parrucchiera. Arrivati sul luogo dell'omicidio, grazie a un'intuizione Frenchie capisce che la Femmina della Specie sta ripercorrendo i suoi passi per ritornare a casa (la parrucchiera uccisa aveva precedenti per traffico clandestino di immigrati, tra cui la ragazza).
Grazie a dei contatti, Latte Materno scopre che il Composto V utilizzato per drogare l'asiatica proveniva dal Samaritan's Embrace, organizzazione religiosa guidata dal Super Ezechiele. Nella metropolitana, Frenchie trova la ragazza e cerca di avvicinarla dolcemente, ma questa alla fine scappa. Rincorsa dal trio, viene però presa da A-Train. I due ingaggiano una lotta, ma grazie a uno stratagemma di Frenchie il Super viene distratto da dei fan, permettendo alla ragazza di fuggire, per poi venire in seguito narcotizzata con del gas dai tre uomini. Nel mentre, un depresso Abisso cerca di far "evadere" un delfino da un acquapark, ma viene inseguito dalla polizia e, a causa di una brusca frenata, il cetaceo finisce catapultato fuori dal veicolo per poi essere schiacciato da un camion.
Presto iniziano a emergere i resti dell'aereo caduto in mare. Con un finto discorso toccante, Patriota promette che, se i Super venissero integrati nell'esercito, un tale disastro non potrebbe mai più ricapitare, riscuotendo applausi.
- Guest star: Jennifer Esposito (Susan Raynor), Shantel VanSanten (Becca Butcher), Malcolm Barrett (Seth Reed), Wallace Langham (dottor Damien Hodgman), Shaun Benson (Ezechiele), Jordana Lajoie (Cherie), David Reale (Evan Lambert), Brittany Allen (Popclaw).
- Altri interpreti: Keller Viaene (bambina), Melanie Peterson (mamma), Deidre Cross (hostess), Jordan Adonov (passeggero #1), Tavia Pereira (passeggera #2), Adam Waxman (passeggero #3), Brittany Johnson (passeggera #4), Byron Abalos (ragazzo filippino), Adam Maros (poliziotto), Craig Burnatowski (poliziotto di strada), Angelica Alejandro (commessa), Grace Armas (Mamasan Matron), Brian Russell (soccorritore), Darrin Maharaj (reporter), Chai Valladares (fan di A-Train), Nneka Elliott (se stessa), Brendan Virtucio (guardia armata #1), Luis Cruz (guardia armata #2), Dani Jazzar (terrorista alto), Ahmed Mesallati (terrorista grande), Ali Shmaisani (terrorista curato), Kirpa Budwal (terrorista nella cabina di pilotaggio).

## Cose che fanno bene allo spirito
- Titolo originale: Good for the Soul
- Diretto da: Stefan Schwartz
- Scritto da: Anne Cofell Saunders

### Trama
L'Avana, Cuba. Popclaw, dopo essersi trasferita su ordine di A-Train, viene raggiunta da quest'ultimo, con ottime notizie. La Stillwell permetterà alla coppia di uscire allo scoperto al pubblico, a patto che Popclaw racconti con chi ha parlato del Composto V. La ragazza quindi confessa di averne parlato con quattro sconosciuti, fornendo anche dettagli sul loro aspetto. Appena detto questo, tuttavia, A-Train la uccide, mediante un'overdose di eroina, sostanza di cui la super abusava. A-Train torna alla torre della Vought dove spiega al Patriota come il piano sia andato tutto liscio, mettendosi poi alla ricerca della ragazza asiatica scomparsa.
La ragazza, che era stata narcotizzata, viene curata e protetta dal Francese. Intanto Butcher, Hughie e Latte Materno sono al "Festival Credo", organizzato dal devoto cristiano Ezechiele, super capace di allungarsi. Secondo i contatti di LM sarebbe dalla sua organizzazione religiosa che vengono spediti i pacchi contenenti il composto. Al festival è presente inoltre anche Starlight, per tenere un discorso ai giovani, essendo cresciuta in una comunità religiosa. Il piano è quello di far entrare Hughie a un incontro esclusivo con Ezechiele e, utilizzando una foto compromettente che vede il super avere un rapporto omosessuale, ricattarlo e farlo parlare del Composto V. Per entrare tuttavia c'è bisogno di pagare un'ingente somma di denaro. Butcher quindi suggerisce a Hughie di farsi dare un pass esclusivo proprio da Starlight. Il ragazzo inizialmente rifiuta, ma è costretto a ubbidire. All'incontro con i giovani, Starlight inizia a dubitare di questa confraternita religiosa, vedendola come falsa e sentendosi costretta a mentire numerose volte riguardo al suo passato (come l'avere avuto rapporti sessuali prematrimoniali).
Hughie si fa quindi dare il pass da Starlight che, sebbene glielo dia, rimane alquanto delusa dalla sua richiesta. Intanto Butcher s'incontra con Rachel (sorella della sua defunta moglie Rebecca). L'uomo s'infuria quando scopre che al cimitero è stata messa una lapide con il nome di sua moglie senza bara, essendo la donna scomparsa da otto anni e mai più ritrovata. Butcher procede poi a distruggere violentemente la lapide con un martello. A-Train, grazie alle telecamere nella casa della defunta Popclaw, riesce a risalire all'identità di Frenchie, mettendosi sulle sue tracce con il silenzioso Black Noir.
Al festival, dopo uno spiacevole incontro avuto con il Patriota, Hughie riesce ad avvicinare Ezechiele e lo costringe a parlare. Il super rivela che la sua organizzazione spedisce, sotto la falsa etichetta di vaccini, il Composto V a tutti i reparti neonatali del Paese. Giunti alla destinazione dell'ultimo pacco, Butcher e Latte Materno sono esterrefatti quando scoprono che il composto viene iniettato ai neonati, conferendo loro i poteri dei super. I due quindi procedono a prelevarne un campione, ma vengono scoperti dalla sicurezza. Butcher, sfruttando la vista laser di un super-neonato, riesce a sbarazzarsi delle guardie e a fuggire assieme al compagno.
Venuto a conoscenza di essere stato scoperto, Frenchie si prepara a scappare, non prima di aver lasciata libera la ragazza asiatica, che si dilegua. Al festival Starlight, se inizialmente decide di seguire il suo copione di fronte alla folla, in seguito, con un personale discorso, afferma di come il festival stesso sia soltanto una montatura e che le persone che ne fanno parte siano solo dei falsi profeti (rivelando inoltre l'abuso sessuale subito da Abisso). Il discorso sciocca tutti i presenti, riscuotendo soltanto l'applauso di Hughie. Il ragazzo poi s'incontra con la super fuori dal festival ma Starlight, dopo la richiesta del pass, si sente usata da lui e non si fida più. Hughie quindi le rivela la morte di Robin, e di come in seguito abbia cercato inutilmente delle risposte, ma che si è ricreduto dopo il discorso della ragazza. I due quindi si abbandonano a un appassionato abbraccio.
Intanto il Francese è stato rintracciato da Black Noir, ma in suo soccorso giunge la ragazza asiatica, permettendo a Frenchie di fuggire. Tra i due scoppia una violenta lotta, che si conclude con la vittoria di Black Noir, che trafigge e uccide la ragazza con i suoi pugnali. Ritornato indietro, Frenchie piange sul cadavere della ragazza, ma all'improvviso questa riprende vita, mentre le ferite si richiudono fino a scomparire. Si dimostra quindi che la ragazza possiede non solo forza ed agilità sovrannaturali, ma anche la capacità di rigenerare completamente ferite molto gravi.
- Guest star: Billy Zane (se stesso), Ann Cusack (Donna January), Shaun Benson (Ezechiele), Brit Morgan (Rachel), Colby Minifie (Ashley Barrett), Jess Salgueiro (Robin), Jordana Lajoie (Cherie), Brittany Allen (Popclaw), Nicola Correia-Damude (Elena).
- Altri interpreti: Bill Turnbull (Trevor), Shanice Johnson (ragazza curiosa), Joel Rinzler (custode), Hallea Jones (ragazza più grande), Jim Annan (pastore John), Thomas Hauff (pastore), Aiden Altow (ragazzo timido), Evangelia Kambites (cantante gospel), Jenny Brizard (parrucchiera), John Williams (donatore), Nicole Maroon (donatrice emotiva), Tiana Leonty (partecipante), Nneka Elliott (se stessa), Roger Petersen (giornalista).

## Gli innocenti
- Titolo originale: The Innocents
- Diretto da: Jennifer Phang
- Scritto da: Rebecca Sonnershine

### Trama
Mentre Hughie e Starlight consolidano la loro amicizia, i Sette stanno girando vari spot (falsi) sulla loro vita privata, al fine di convincere il Governo a entrare nell'esercito. La squadra di Butcher decide di incastrare la Vought con le prove del Composto V, anche se il Francese insiste sullo scoprire di più riguardo al passato della ragazza asiatica, del motivo per cui era rinchiusa e del perché l'abbiano drogata con il composto per farle avere dei super poteri. Butcher intanto porta Hughie a un gruppo di supporto per i sopravvissuti a vari incidenti causati dai super, per cercare di fargli cambiare opinione su Starlight, ma poi se ne va furioso dopo aver visto come i membri del gruppo restino passivi di fronte ai torti subiti. Successivamente, mentre sono soli, Butcher rivela a Hughie che il Patriota violentò sua moglie Rebecca, dipendente della Vought, che in seguito scomparve e da otto anni è ancora data dispersa. Butcher avverte quindi Hughie di non fidarsi mai di un super, perfino di Starlight.
La super eroina intanto, dopo aver scoperto che Ashley è stata licenziata per non essere riuscita a impedirle di raccontare la faccenda di Abisso, si reca allo studio della Stilwell. Qui la dirigente minaccia di espellerla dai Sette se non dovesse rispettare ancora i suoi piani, ma Starlight non si lascia intimidire e le fa notare che licenziarla per aver denunciato pubblicamente una molestia sessuale danneggerebbe esponenzialmente le quote della Vought, e quindi, se la Stillwell vuole che la reputazione della compagnia non sia ulteriormente compromessa, dovrà accettare le condizioni della ragazza (farle indossare il vecchio costume, ridurre al minimo le iniziative pubblicitarie e, soprattutto, punire Abisso e impedirgli di compiere altre molestie), o Starlight continuerà a segnalare ogni molestia subita da lì in avanti e rivelerà anche che, fino ad allora, è stata proprio la donna a coprire il supereroe. La Stillwell, ricattata, non può che acconsentire, quindi obbliga Abisso a scusarsi pubblicamente, per poi trasferirlo a Sandusky, nell'Ohio, per un anno sabbatico.
Intanto Frenchie riesce a convincere Latte Materno ad aiutarlo a scoprire il passato della ragazza asiatica. I due contattano quindi Mesmer, super capace di vedere il passato delle persone toccandole. Sebbene odi profondamente la Vought, poiché l'aveva cacciato via in passato, Mesmer rifiuta di aiutare i due. LM propone un accordo: il suo aiuto e in cambio potrà rivedere la figlia Cleo, di cui perse la custodia. Il gruppo si ritrova a casa di Mesmer. Il super qui legge la ragazza asiatica, ma quest'ultima gli spezza il polso. Sopraggiungono poi anche Hughie e Butcher (sebbene quest'ultimo non approvi il fatto di essersi rivolti a un super) e, in un secondo tentativo, Mesmer scopre che la ragazza fa parte dell'Esercito di Liberazione del Sole Crescente, un gruppo terroristico, ma in seguito capisce che i terroristi in realtà uccisero i genitori della ragazza (il cui vero nome è Kimiko) e la rapirono assieme a suo fratello. Lei riuscì a fuggire e ora vuole ritornare a casa per liberarlo.
Il gruppo capisce che la Vought sta usando il Composto V per creare dei super-terroristi (come Kimiko) e costringere così il Governo a far entrare i Sette nell'esercito, essendo questi l'unica cosa che possa contrastare i cattivi. Butcher torna dalla Raynor per consegnarle tutte le prove, ma quando quest'ultima non gli promette che Patriota verrà condannato col massimo della pena, l'uomo se ne va indignato, mentendo ai propri compagni sul reale motivo del rifiuto. Intanto Mesmer s'incontra di nascosto col Patriota e gli mostra delle foto dal suo cellulare, scattate di nascosto tramite una telecamera, della squadra di Butcher. Egli vorrebbe solo ritornare alla Vought, ma Patriota prende il cellulare dell'uomo e vola via.
Frattanto Starlight e Hughie hanno l'ennesimo appuntamento, ma questa volta i due si lasciano a un appassionato bacio. La coppia viene raggiunta da Butcher e, mentre sono soli, l'uomo minaccia Hughie di rivelare a Starlight dell'assassinio di Translucent per mano del ragazzo. Dopodiché se ne va, lasciando Hughie scioccato.
- Special guest star: Haley Joel Osment (Charles/Mesmerizer).
- Guest star: Jennifer Esposito (Susan Raynor), Billy Zane (se stesso), Malcolm Barrett (Seth Reed), Jackie Tohn (Courtenay Fortney), Anna Khaja (Lydia Parker), Colby Minifie (Ashley Barrett), Christian Keyes (Nathan Franklin), Nicola Correia-Damude (Elena), Da'Vinchi (Anthony), Tara Reid (se stessa), Jess Salgueiro (Robin), John Doman (Jonah Vogelbaum).
- Altri interpreti: Mishka Thébaud (Sockwave), Aram Avakian (Mesmerizer da giovane), Zoe Begley (Cleo), Joanne Reece (Tina), Allison Hogg (Sheila), Dorrett White (ragazza per strada), Nicolas Melo (persona), Reid Janisse (producer), Robert Pue (ragazzo), Alessandra Vite (ragazza), Eric Andrews (fotografo), James Hartnett (editor), Kai Bradbury (fratello della ragazza 17), Derrick Su (fratello della ragazza 7), Ajay Fry (presentatore del quiz), Momona Tamada (Femmina da giovane), Stephanie Hawkins (Femmina dalla macchina), Jason Hsu (uomo #1), Alex Chung (uomo #2), Nneka Elliott (se stessa), Roger Petersen (giornalista).

## La Società dell'autoconservazione
- Titolo originale: The Self-Preservation Society
- Diretto da: Daniel Attias
- Scritto da: Craig Rosenberg, Ellie Monahan

### Trama
In un flashback di otto anni prima alla festa di Natale della Vought, un giovane Billy Butcher e la moglie Rebecca, che lavora alla Vought come direttrice senior del digital marketing, incontra per la prima volta il Patriota, che attira fin da subito le antipatie di Butcher.
Nel presente Butcher sta pedinando Hughie e Starlight. I due quella notte condividono un rapporto sessuale ma al mattino successivo Starlight, dubbiosa sul perché il ragazzo l'abbia portata in un hotel e non a casa sua, gli chiede se le nasconde qualcosa, ma Hughie risponde di non avere alcun segreto.
Alla Vought, Patriota identifica uno degli uccisori di Translucent come il marito di Becca. Quel pomeriggio stesso, Patriota rivela agli altri dei Sette i volti dei loro nemici, tra cui proprio Hughie. Starlight, impossibilitata a credere a ciò, tenta di difendere l'amato ma Patriota l'accusa di essere una traditrice. Con le lacrime agli occhi, Queen Mave prende le difese della ragazza, acquietando le ire del Patriota e prendendo Starlight sotto la propria protezione.
Intanto al covo del gruppo, Hughie decide di tirarsi indietro, ammettendo di essersi veramente innamorato di Starlight. In quel momento riceve una telefonata da A-Train, che ha preso in ostaggio suo padre. Il gruppo capisce di essere stato scoperto a causa del tradimento di Mesmer. Hughie torna a casa, dove stringe un patto con A-Train: lasciare suo padre libero in cambio di una dose di Composto V. Ma in quel momento sopraggiunge Kimiko che spezza una gamba al corridore mentre Latte Materno mette al sicuro la sua famiglia. Alla Vought Patriota chiede alla Stilwell se sappia qualcosa di Becca Butcher, ma la donna nega. 
Frattanto un sempre più depresso Abisso conduce la sua monotona vita a Sandusky dove viene costretto da una ragazza a mostrare le proprie branchie per poi venire stuprato.
Intanto alla metropolitana Mesmer, mentre cerca di lasciare la città, viene inseguito da Butcher, che grazie a una cimice, lo intrappola nei bagni. A nulla valgono le suppliche del super che viene brutalmente ucciso da Butcher spaccandogli la testa su un lavandino nonostante avesse proposto di aiutarlo nella ricerca di sua moglie.
In un flashback del passato, l'uomo è avvicinato da Grace Mallory, vicedirettrice della CIA, che gli fa vedere alcuni video che hanno ripreso Becca e Patriota ritirarsi in una stanza da soli. Mallory poi rivela a Butcher che sua moglie è scomparsa e promette all'uomo che gli farà ottenere la giusta vendetta.
Abisso al banco dei pesci al supermercato causa involontariamente la morte di un'aragosta che stava cercando di aiutare. 
Al covo LM capisce che in realtà la Raynor non ha rifiutato l'offerta perché terrorizzata, ma che lo stesso Butcher mandò tutto a monte visto che la vicedirettrice non gli aveva consegnato Patriota. LM supplica Butcher di richiamarla.
Intanto Patriota visita il dottor Jonah Vogelbaum, ex capo professore della Vought (nonché creatore di Patriota stesso), il quale sa il reale motivo della visita dell'invincibile super. Vogelbaum rivela che otto anni prima Becca Butcher si rivolse a lui e alla Stilwell poiché aspettava un figlio proprio da Patriota, nonostante fosse certo a tutti che quest'ultimo non potesse concepire un figlio. Tuttavia, a causa della natura di super del neonato, durante il parto sia lui che Becca morirono. Vogelbaum si scusa per tutto il dolore che Patriota ha dovuto passare quando era un bambino rinchiuso nei laboratori, ma il super non è intenzionato a perdonarlo. All'affermazione di Patriota di essere "il più grande supereroe del mondo" il dottore ribatte che in realtà è soltanto il suo più grande fallimento.
Alla fine Butcher decide di ricontattare la Raynor e accetta la sua proposta consegnandole il Composto V. Le truppe della CIA prendono in custodia la famiglia di Latte Materno e il padre di Hughie. Il ragazzo riceve in quel momento una telefonata da Starlight e decidono di fissare un incontro in cui Hughie le spieghi tutto.
Intanto con le prove del Composto V, Raynor incontra la Stilwell e la minaccia di rivelare al mondo la vera origine dei super se questa non ritira il progetto di far entrare i Sette nell'esercito. Ma in quel momento la vicedirettrice viene chiamata dalla sua squadra a farle vedere l'esito di un'operazione dei Navy SEAL contro una cellula terroristica.
Nel video delle gopro i militari eliminano i terroristi, ma all'improvviso si presenta un misterioso individuo con una scritta sul petto che si fa esplodere uccidendo tutti, ma uscendo indenne dall'esplosione. Un agente spiega che la scritta significa Naqib (ovvero "capitano") e che probabilmente è il suo nome da super. La Raynor constata quindi che ci sono pure dei super-terroristi.
All'appuntamento a Central Park, una furiosa Starlight decide di arrestare Hughie ma il ragazzo le rivela la questione del Composto V e dell'origine dei suoi super poteri. Hughie viene poi messo in salvo da Butcher, che mette al tappeto Starlight sparandole.
- Special guest star: Simon Pegg (Hugh Campbell Sr.), Haley Joel Osment (Charles/Mesmerizer).
- Guest star: Jennifer Esposito (Susan Raynor), Shantel VanSanten (Becca Butcher), Alex Hassell (Translucent), Christian Keyes (Nathan Franklin), Alvina August (Monique Wallis), Laila Robins (Grace Mallory), John Doman (Jonah Vogelbaum).
- Altri interpreti: Brendan Beiser (Jeff), Nalini Ingrita (Janine), Caitlyn Sponheimer (Molly), Matt Duncan (ragazzo), Farid Yazdani (agente), Krishan Dutt (Naqib).

## La resa dei conti
- Titolo originale: You Found Me
- Diretto da: Eric Kripke
- Scritto da: Anne Cofell Saunders e Rebecca Sonnershine

### Trama
In una missione in Siria, Patriota, provando evidente gusto nell'uccidere alcuni terroristi, trova una capsula di Composto V. Il Segretario Robert Singer, insinua che la Stillwell abbia prodotto lei stessa il Composto e di averlo poi dato ai terroristi al fine di facilitare l'entrata dei Sette nelle forze militari. La Stillwell però fa capire al Segretario che non è importante come i terroristi abbiano rubato il Composto V e creato dei super-terroristi, come Naqib: l'unica cosa che può contrastarli sono proprio i Sette. Quello stesso pomeriggio, la Raynor telefona a Butcher dicendogli che il Pentagono ha deciso di tenere il Composto V classificato e di far entrare i super nell'esercito. La Raynor consiglia al gruppo di fuggire, poiché adesso sono ricercati dai Federali, su volere della Vought. Il gruppo decide di dividersi, ma Butcher riesce a convincere Latte Materno e il Francese a restare ancora un paio d'ore, partendo poi con Hughie.
Intanto Starlight torna a casa sua, dove interroga la madre sul Composto V e sulla vera origine dei suoi poteri. Questa all'inizio smentisce tutto, ma alla fine rivela alla figlia di come abbia accettato di sottoporla a un trattamento della Vought quand'era una neonata. In cambio la Vought pagò tutte le spese mediche. Delusa e addolorata, Starlight accusa la madre di aver causato proprio con questa scelta l'addio del padre e poi fugge via. Intanto Abisso, dopo aver scoperto che nonostante l'entrata dei Sette nell'esercito è ugualmente costretto a rimanere a Sandusky, si depila completamente. Frattanto Butcher e Hughie giungono alla casa di Grace Mallory, fondatrice del gruppo originale che Butcher ha ricomposto, detto "I Boys" nonché la donna che promise a Butcher vendetta per lo stupro della moglie Becca. Mallory si è ritirata da quando i suoi nipoti furono bruciati vivi dal super pirocineta Fiaccola (fatto che viene rivelato frequentemente all'interno degli episodi). Butcher si rivolge a lei come ultima spiaggia per contrastare la Vought, ma Mallory si rifiuta di aiutarlo. Butcher però insiste, accusando Mallory di averlo trasformato in quello che è. Mallory quindi rivela che l'unico punto debole del Patriota è proprio la Stillwell, visto che i due hanno una speciale relazione. Butcher, dopo aver promesso che non sarebbe mai più tornato, se ne va mentre Mallory ammonisce Hughie che la vendetta li avrebbe soltanto condotti alla fine.
Nel frattempo il covo della squadra viene assaltato dalle forze SWAT e LM, Frenchie e Kimiko vengono narcotizzati con delle granate soporifere. Appena tornati, Butcher intuisce la presenza dei federali da un furgone sospetto e perciò prosegue senza fermarsi. La sua idea sarebbe quella di continuare il piano, anche se questo significherebbe abbandonare i ragazzi. Butcher e Hughie hanno poi un alterco, in cui il ragazzo lo accusa di non essergli mai importato realmente di lui e della sua vendetta per Robin, ma di averlo soltanto usato. I due quindi si separano. Hughie si ritrova con Starlight in una chiesa per chiederle aiuto, ma la ragazza, addolorata e furiosa per i segreti scoperti, non vuole vederlo né parlargli. Hughie però le rammenta il suo ruolo di supereroe e che proprio lei lo ha salvato dal dolore della perdita di Robin. Quella sera, a una festa della Vought, Patriota rivela alla Stillwell di aver avuto lui l'idea di creare dei super-terroristi, facendo consegnare pacchi di Composto V ad A-Train in giro per il mondo. I due poi si appartano nell'ufficio della vicedirettrice, dove hanno un rapporto sessuale. Dopodiché la Stillwell si scusa per non avergli parlato della morte per aborto spontaneo di suo figlio, facendo così si tradisce poiché questa versione non combacia con quella del dottor Vogelbaum, il quale aveva detto al Patriota che il bambino era morto dieci secondi dopo essere nato. Intanto Hughie si fa arrestare dai federali e, rinchiuso con LM e il Francese, riesce a liberarli grazie al suo apparecchio. Il gruppo poi procede a salvare Kimiko, ma viene sopraffatto e disarmato dai federali e il Francese viene ferito.
Proprio allora sopraggiunge Starlight che, grazie alle parole di Hughie e al supporto di Queen Maeve, li salva permettendo loro di fuggire. In quel mentre però arriva A-Train, guarito dopo un'ulteriore iniezione di Composto V, che sconfigge Starlight dopo un esiguo combattimento. Il corridore si appresta a uccidere Hughie, ma dopo aver ammesso di aver ucciso lui Popclaw, si accascia a terra colto da un infarto a causa dell'overdose. Hughie tenta di rianimarlo quindi fugge via mentre Starlight chiama i soccorsi. Intanto Butcher ha preso in ostaggio la Stillwell a casa sua, legandola con una cintura imbottita di C4. Sopraggiunge Patriota, il quale fa notare a Butcher che tutto il suo odio e la sua sete di vendetta si basano solo su delle supposizioni, visto che l'uomo non ha nessuna prova. Patriota poi si rivolge furiosamente alla Stillwell, le rivela che ha costretto il dottor Vogelbaum a dirgli come andò veramente il parto di Becca e, dopo averla accusata di non aver mantenuto la sua promessa, le brucia il cranio con la sua vista laser. Sorpreso, Butcher fa saltare in aria l'intera casa, come ultimo tentativo di suicidio.
Salvato in extremis proprio dal Patriota, Butcher si risveglia nel giardino di una casa. Da questa esce un bambino, a cui Patriota rivela di essere suo padre (il bambino difatti dimostra di avere la stessa vista laser del super). Poi dalla casa esce fuori anche una donna che Butcher, esterrefatto, riconosce: sua moglie Becca viva e vegeta.
- Special guest star: Giancarlo Esposito (Stanford "Stan" Edgar).
- Guest star: Jennifer Esposito (Susan Raynor), Shantel VanSanten (Becca Butcher), Ann Cusack (Donna January), Christian Keyes (Nathan Franklin), Laila Robins (Grace Mallory), Jim Beaver (Robert "Dakota Bob" Singer).
- Altri interpreti: Brendan Beiser (Jeff), Parker Corno (bambino di 8 anni), Jd Smith (ufficiale), Steve Coombes (guardia della sicurezza), Cole Kapoor (amico del ragazzo entusiasta), David Webster (ragazzo entusiasta), Andrew Perun (musicista), Ric Garcia (unico sopravvissuto).